# リアム・メッサム
リアム・メッサム（Liam Messam、1984年3月25日 - ）は、ワイカトに所属するラグビー選手。

## プロフィール
- ニュージーランドマールボロ出身[1]。
- ポジションはフランカー(FL)。
- 身長 188cm、体重 108kg
- ニュージーランド代表キャップは45。（2017年11月現在）
- ニックネームはリアム。
- マオリ・オールブラックスに選ばれたことがある[2]。
- 7人制ニュージーランド代表にも選ばれ、2006年と2010年のコモンウェルスゲームズ2大会連続金メダル[3]。

## 略歴
ロトルアボーイズ高校、チーフスを経て、2015年、東芝ブレイブルーパスに加入。同年11月28日に行われたジャパンラグビートップリーグ第3節のホンダヒート戦に途中出場で日本での公式戦初出場を果たす。
2016年、リオ五輪の7人制ニュージーランド代表リザーブメンバーに選ばれた。
2017年、チーフスに再加入。
2018年、東芝ブレイブルーパスを退団後、同年にRCトゥーロンへ加入。
2020年、RCトゥーロンを退団後、翌2021年、チーフスに3度目となる加入。